# Henrik Maximilian Schow
Henrik (Heinrich) Maximilian (von) Schow (født 27. november 1775, død 3. november 1847) var en dansk officer.
Han var søn af Jørgen von Schow (1737-1802) og Anne Sophie Scheel (1747-1818). Han var premierløjtnant i Kongens Regiment, blev 1808 adjudant ved Generalkvartermesterstaben, blev samme år stabskaptajn, blev 1812 divisionsadjudant og samme år divisionskvartermester og fik samme år majors anciennitet, blev 1813 karakteriseret major, 16. maj 1824 Ridder af Dannebrog og samme år oberstløjtnant, blev 1826 overadjudant, 1. november 1828 Dannebrogsmand, blev 1833 karakteriseret oberst, 1834 generalkvartermesterløjtnant, 1836 kammerherre og 22. maj 1840 Kommandør af Dannebrog.